# Avenue Georges-Mandel
L’avenue Georges-Mandel est une avenue du 16e arrondissement de Paris.

## Situation et accès
Elle commence place du Trocadéro et se termine au croisement de la rue de la Pompe et de l'avenue Henri-Martin. Elle s'étend sur une longueur de 635 mètres pour une largeur de 40 mètres.
Elle longe la limite nord du cimetière de Passy.
Le quartier est desservi par la ligne 9, aux stations Rue de la Pompe et Trocadéro.

## Origine du nom

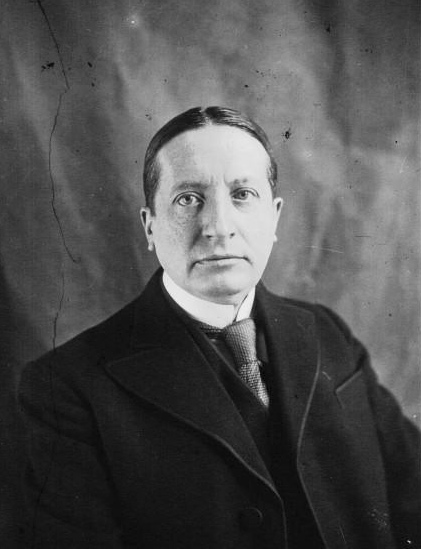
Georges Mandel en 1932.

L'avenue porte le nom de Georges Mandel (1885-1944), homme politique français juif assassiné le 7 juillet 1944 par la Gestapo et la Milice française.

## Historique
L’avenue Georges-Mandel actuelle correspond à une partie de l’ancienne avenue de l’Empereur ouverte dans la commune de Passy par application d'un décret du 6 mars 1858. L'avenue, classée dans la voirie parisienne en 1863 à la suite de l'annexion en 1860 de l'ancienne commune de Passy, est renommée « avenue du Trocadéro » à la chute du Second Empire. Une partie de cette avenue du Trocadéro prend le nom d’« avenue Henri-Martin » par arrêté du 10 novembre 1885.
On a donné en 1941 à une partie de l’avenue Henri-Martin le nom d’« avenue Jean-Chiappe » pour honorer la mémoire de Jean Chiappe (1878-1940), un haut fonctionnaire mort au service du régime de Vichy. Cette avenue est à distinguer de la rue du Conventionnel-Chiappe ouverte en 1932 dans le 13e arrondissement.
Cette avenue Jean-Chiappe est devenue l’avenue Georges-Mandel pour honorer la mémoire de Georges Mandel. Elle est inaugurée par André Le Troquer en 1945,.
Un arrêté municipal du 12 décembre 2000 a donné son nom au terre-plein central de l’avenue Georges-Mandel, qui porte aujourd’hui le nom  d’« allée Maria-Callas ».

## Bâtiments remarquables et lieux de mémoire

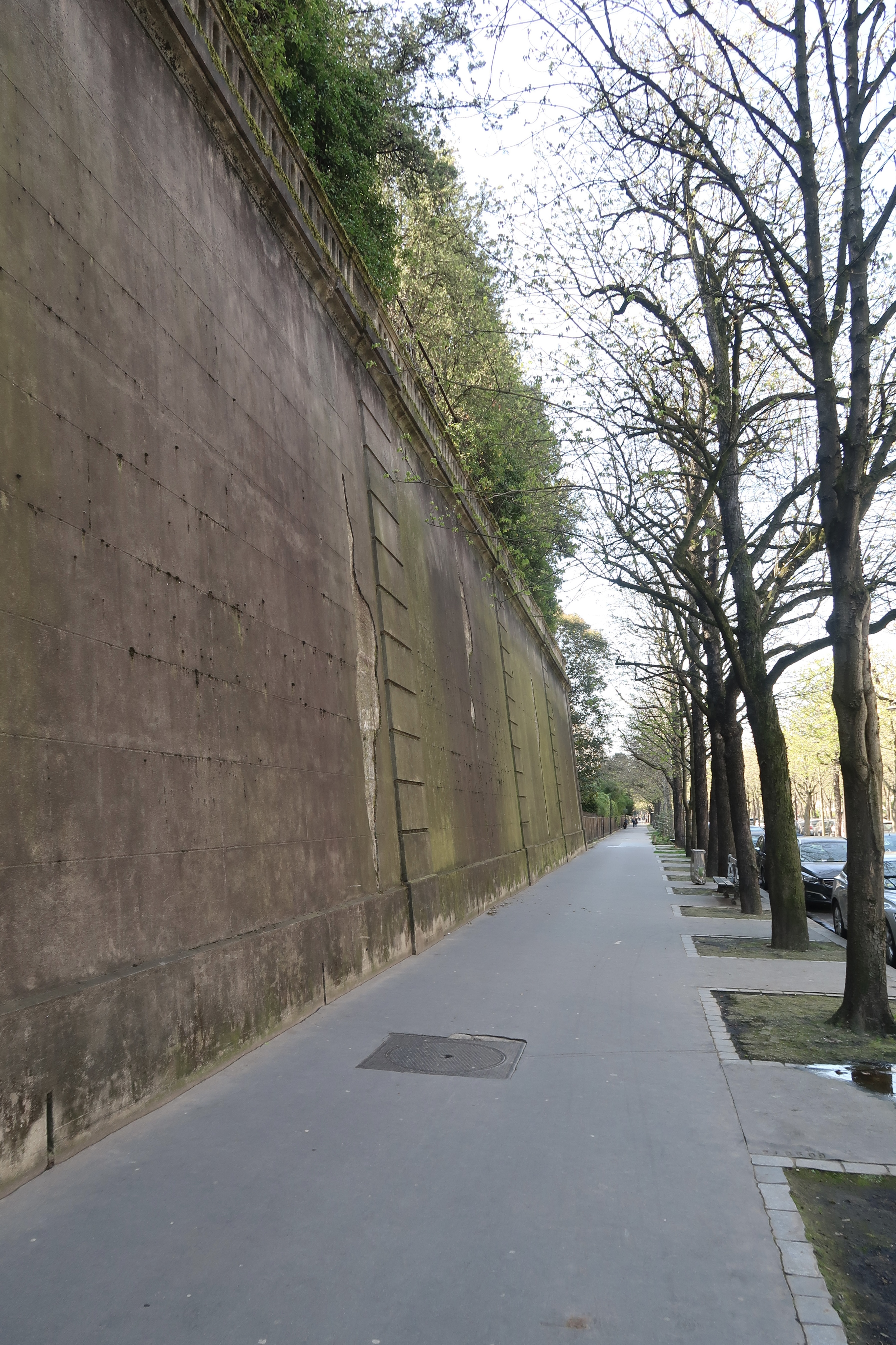
L'avenue borde un long mur de soutien, derrière lequel se trouve le cimetière de Passy.

De part et d'autre de l'avenue, il y a une servitude non ædificandi de 10 mètres de largeur qui doit être close à l'alignement par un modèle de grille imposé.
- No 6 (et nos 1-3, rue Greuze) : hôtel particulier de style néogothique construit en 1883 par l’architecte E.-V. Tougard de Boismilon pour Pierre Fournier[5], commissaire général de la marine[6]. Au début des années 1920, la maison de couture Anel y présente ses collections[7]. En 1926, l’hôtel est proposé à la vente pour la somme de 1 000 000 francs[8]. L'actrice américaine Pearl White (1889-1938) a vécu à cette adresse, de même que la princesse de Caraman-Chimay. À sa mort, en 1938, elle lègue à un de ses amis « tout ce que l’on trouvera à mon domicile, 6, avenue Henri-Martin à Paris (16e), à savoir mes souvenirs personnels, mes bijoux, mes chevaux, mes automobiles »[9]. Le couturier Christian Dior y a également habité. C’est aujourd’hui, en 2021, une galerie d'art et un lieu de réception comprenant une chambre d'hôtes[10].
- No 12 : ancien hôtel particulier qui appartenait à Mme Le Ray, aujourd’hui divisé en appartements, comprenant trois niveaux sous les combles. L’avant-corps est en semi-rotonde. Une corniche à modillons sépare les premier et deuxième étages[5]. On observe également, au premier niveau, la présence de lambrequins ornant la partie supérieure des fenêtres.
- No 18 : hôtel particulier datant du Second Empire. Dans les années 1970 y est installée l'école Sainte-Marie-de-Passy, un établissement que l'historien de Paris Jacques Hillairet décrit fréquenté par « une majorité d'élèves « de bonne famille » venues de Passy, d'Auteuil et de Neuilly »[2]. Au début des années 2010, le prince Albert II de Monaco y possède un appartement ; Claude Palmero, son administrateur de biens, y est lui propriétaire d’un studio destiné à loger les gardes du corps du prince[11].
- No 26 : le compositeur hongrois Emmerich Kálmán (1882-1953) y a vécu après la Seconde Guerre mondiale[12] et y est décédé.
- No 27 : immeuble à colombages construit dans le style régionaliste normand par Joseph Vaudremer datant de 1897 (inscrit MH)[13].
- No 29 : c’est dans la cage d’escalier de cet immeuble que l’avocat Jacques Perrot, ami d’enfance de Laurent Fabius, alors Premier ministre, et époux de la femme jockey Darie Boutboul, est assassiné le 27 décembre 1985 à 20 h 20[14] ; dix ans plus tard, sa belle-mère, Marie-Élisabeth Cons-Boutboul, est condamnée à 15 ans de réclusion criminelle pour avoir commandité le meurtre de son gendre[15].
- No 31 : le dessinateur Caran d'Ache (1858-1909) y a habité[16]. La famille Baratte habite également à cette adresse de 1928 à 1952, dont : Paul Baratte (1860-1928), ingénieur et directeur du service des eaux et de l'assainissement de la ville de Paris, et ses enfants Jacques Baratte (1898-1989), ingénieur, industriel, militaire et résistant, et Yvonne Baratte (1910-1945), peintre et résistante qui y est arrêtée par la Gestapo de la rue de la Pompe le 11 juillet 1944.
- No 36 : immeuble construit en 1893 par l’architecte Charles Girault (1851-1932), où il a lui-même résidé et qui lui a valu une médaille de la Société des architectes français pour l’architecture privée. À son achèvement, chaque étage comprend un appartement composé d’un grand et d’un petit salon, donnant sur l’avenue, d’une salle-à-manger, d’une cuisine, de six chambres (dont une « grande chambre ») et de deux cabinets de toilette[17]. L’immeuble est l’un des premiers à être construit avec un bow window (fenêtre arquée) en pierre[18]. Le Petit Palais, musée des Beaux-Arts de la ville de Paris, conserve un album de photographies datant de l’époque de sa construction montrant l’avancée des travaux, des vues de la façade et des intérieurs (entrée, escalier central, ascenseur...)[19]. Le grand-duc Cyrille Vladimirovitch de Russie (1876-1938) y a demeuré dans les années 1900 et y a reçu, en 1907, la visite du roi d’Espagne Alphonse XIII et de son épouse[20]. La cantatrice Maria Callas a résidé dans cet immeuble une dizaine d’années, au 3e étage, jusqu'à sa mort en 1977. Le sportif Serge Rigault (1930-1999) résidait au 4e étage.
- No 38 : immeuble de logements de style moderne construit vers 1970 par l’architecte Pierre Dufau[21].
- No 40 : le peintre animalier Louis-Eugène Lambert (1825-1900), surnommé le « Raphaël des chats », a vécu à cette adresse et y est mort[22]. On y trouve, plus récemment, le domicile du président de la République de Côte d'Ivoire Félix Houphouët-Boigny, qui deviendra ultérieurement la propriété de l'homme d'affaires Ziad Takieddine[23].
- No 42 : le 9 novembre 1989, jour de la chute du mur de Berlin, Mstislav Rostropovitch vivait dans un appartement de l'avenue[24] ; selon Xavier Phillips, c'était au 42.
- No 43 : hôtel de la princesse Edmond de Polignac, née Winnaretta Singer, édifié par l'architecte Henri Grandpierre en 1904, de style néoclassique[25] ou néo-Louis XVI[26].  Il comporte un salon de musique en rotonde donnant sur un ancien tronçon de la rue Cortambert[1] (de nos jours rue du Pasteur-Marc-Boegner), dont la décoration avait été confiée par la princesse au peintre Josep Maria Sert[27]. Dans cet immeuble a eu lieu la première représentation de Socrate d'Erik Satie et celle du concerto pour orgues de Francis Poulenc. De nombreux compositeurs ont fréquenté les salons de la princesse de Polignac, dont De Falla, Stravinsky, Fauré et Ravel, ce dernier étant un ami très proche. Le guitariste espagnol Andrés Segovia y vint souvent. L'immeuble abrite depuis 1945 une fondation d'utilité publique, la fondation Singer-Polignac[2], anciennement établissement public.
- No 46 : ancien « petit lycée » du lycée Janson-de-Sailly, construit entre 1881 et 1883 (la façade principale est située rue de la Pompe)[1]. Le long de l'avenue Georges-Mandel, dans un jardinet fermé au public, est installé un monument au poète Eugène Manuel[2].
- No 47 : domicile de l'officier, homme politique et écrivain Émile Driant à partir de 1905. Une plaque lui rend hommage.
- No 48 : en 2005, un duplex de 489 m2 aurait été acquis dans cet immeuble de l’avenue[28] par Nissan International Finance pour la somme de 3,4 millions d’euros pour y loger Carlos Ghosn, président-directeur général du groupe Renault-Nissan-Mitsubishi[29].
- No 51 : immeuble construit en 1893 par Thibault[30] ; le 21 janvier 2020, un appartement de 374 m² situé au rez-de-chaussée de cet immeuble, comprenant quatre chambres, une salle de sport, un hammam et un jardin privatif, est vendu aux enchères par l’État français pour la somme de 4,3 millions d’euros ; cet appartement, saisi par l’État, aurait appartenu à l’escroc Mardoché Marco Mouly, à l’origine, en compagnie de l’homme d’affaires Arnaud Mimran, de l’arnaque à la taxe carbone pour un préjudice de 283 M€[31] ; au moment de la vente de l’appartement, les deux hommes sont en prison.
- No 52 : domicile dans les années 1930 de Pierre Hély d'Oissel (1887-1959), industriel, président-directeur général de Saint-Gobain et résistant.
Domicile du journaliste Jacques Chancel, qui y meurt le 22 décembre 2014.
- No 57 (alors avenue Henri-Martin) : ambassade d'Afghanistan en France de 1923 à 1937[32].
- No 59 : immeuble de construction récente dont l'entrée est à la fois protégée et mise en valeur par une impressionnante marquise.
- No 67 : dernier domicile du chanteur Mike Brant (1947-1975). En 2018, une place Mike-Brant est inaugurée à proximité en sa mémoire[33].

Plaques commémoratives
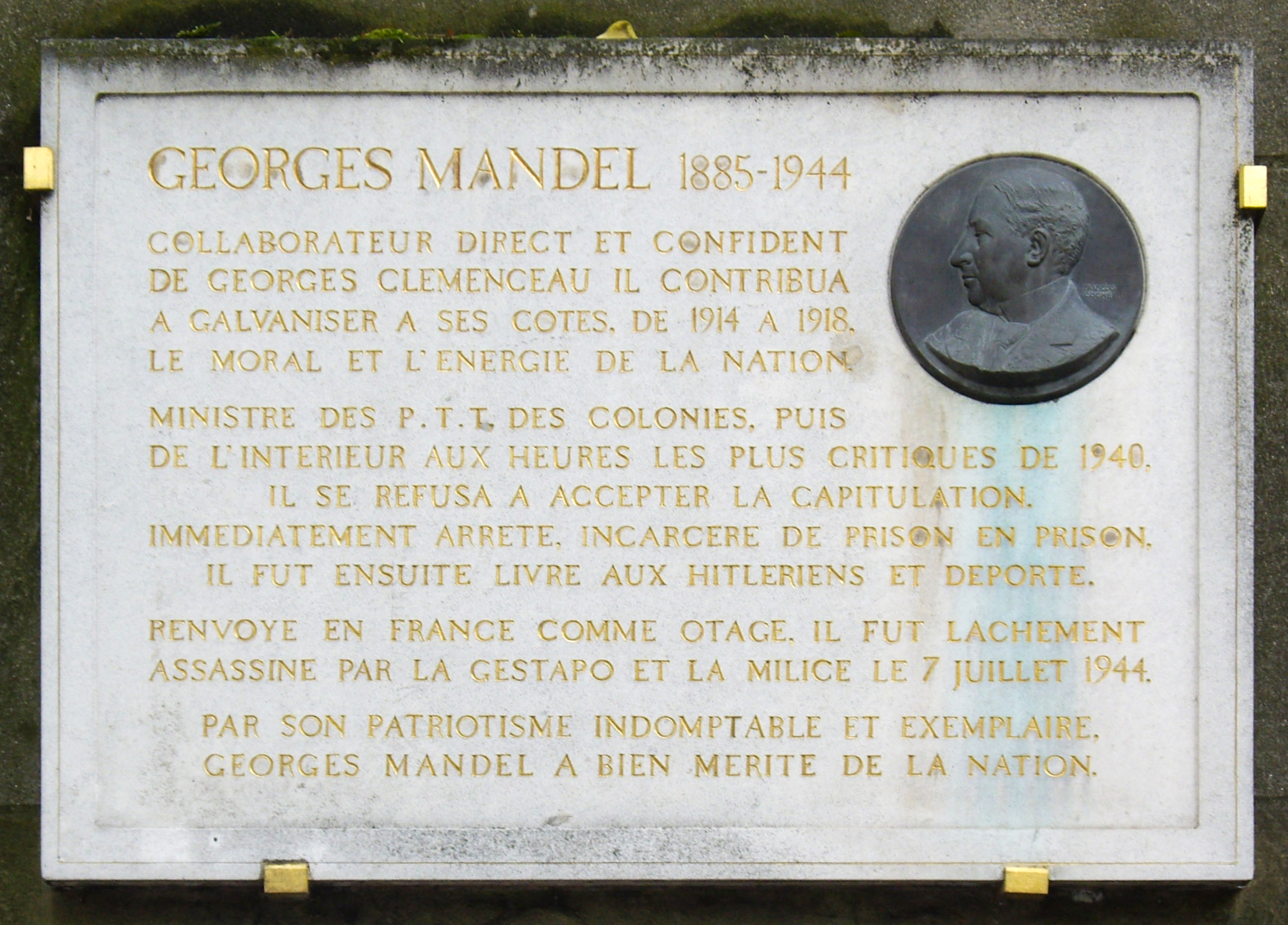
Plaque en hommage à Georges Mandel sur le mur extérieur du cimetière de Passy.
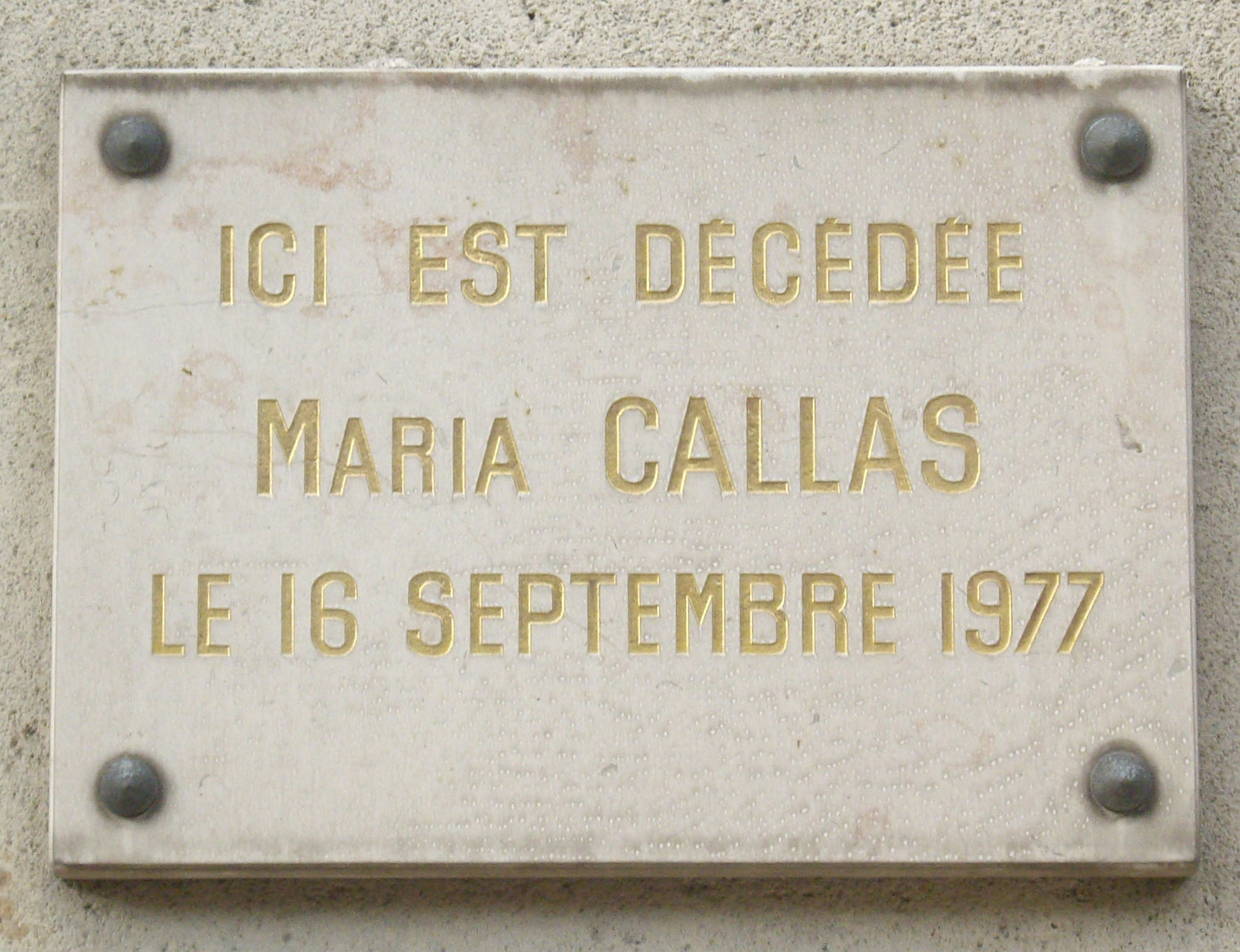
Plaque au no 36.
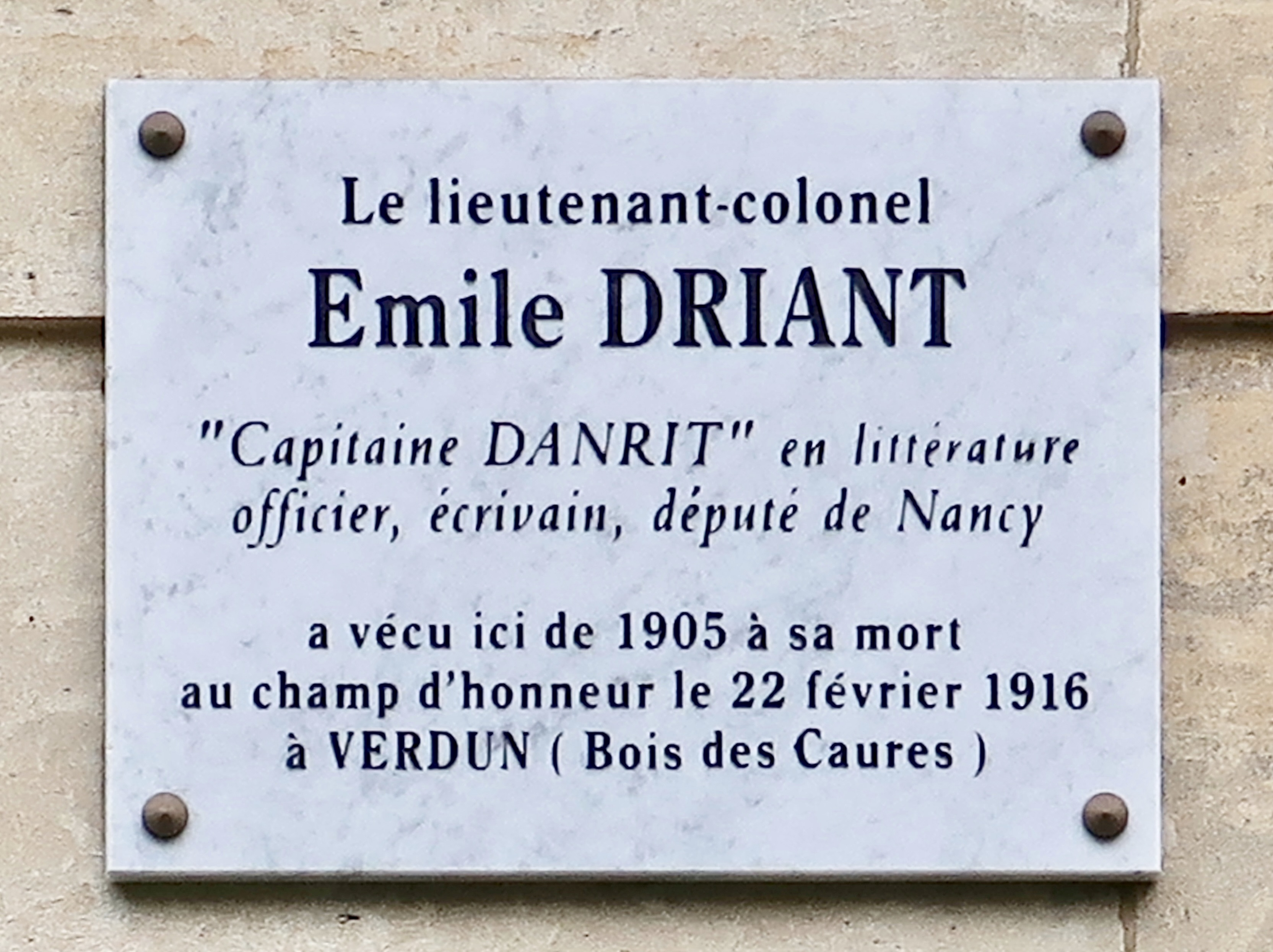
Plaque au no 47.

Bâtiments
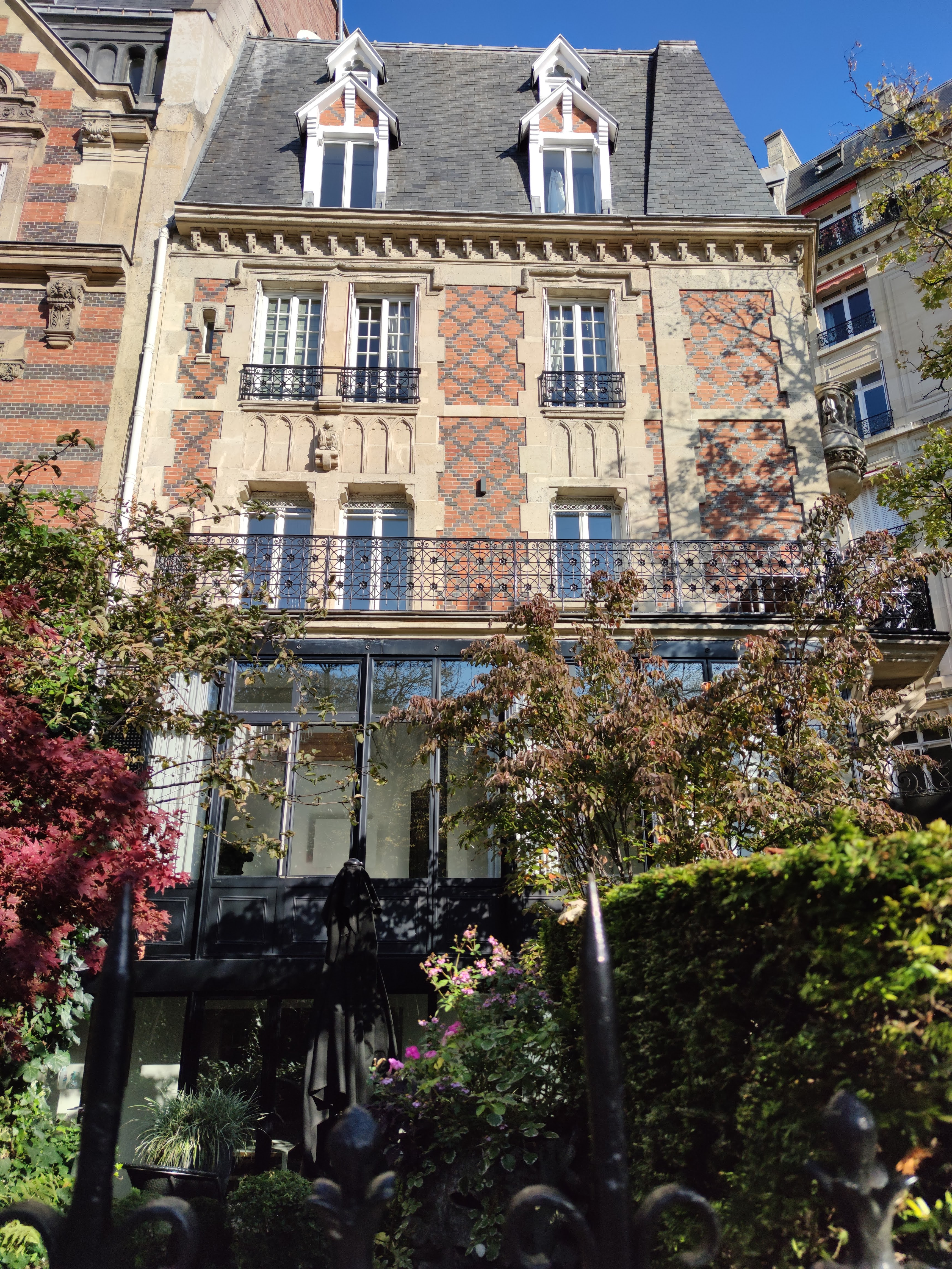
No 6.
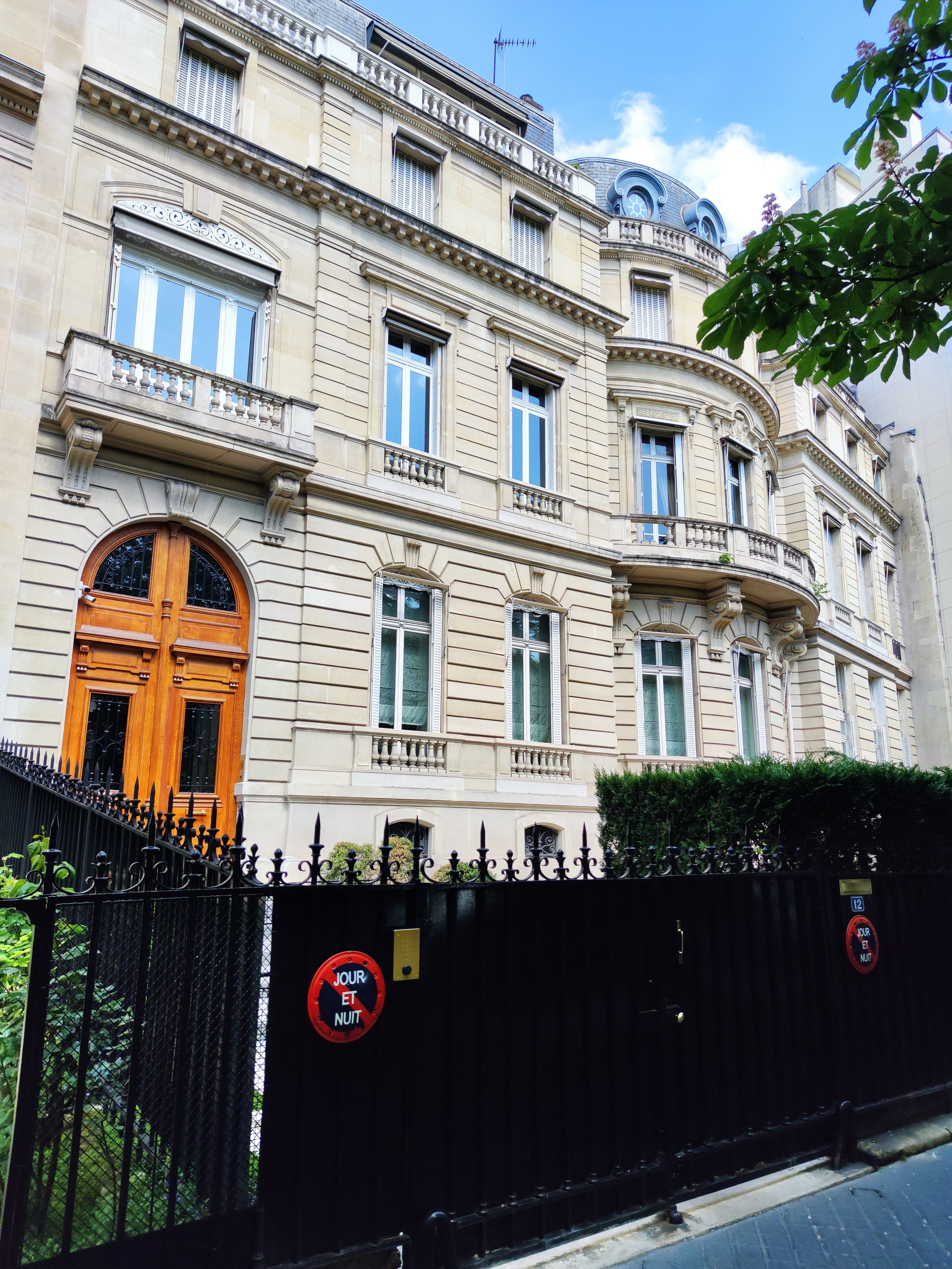
No 12.
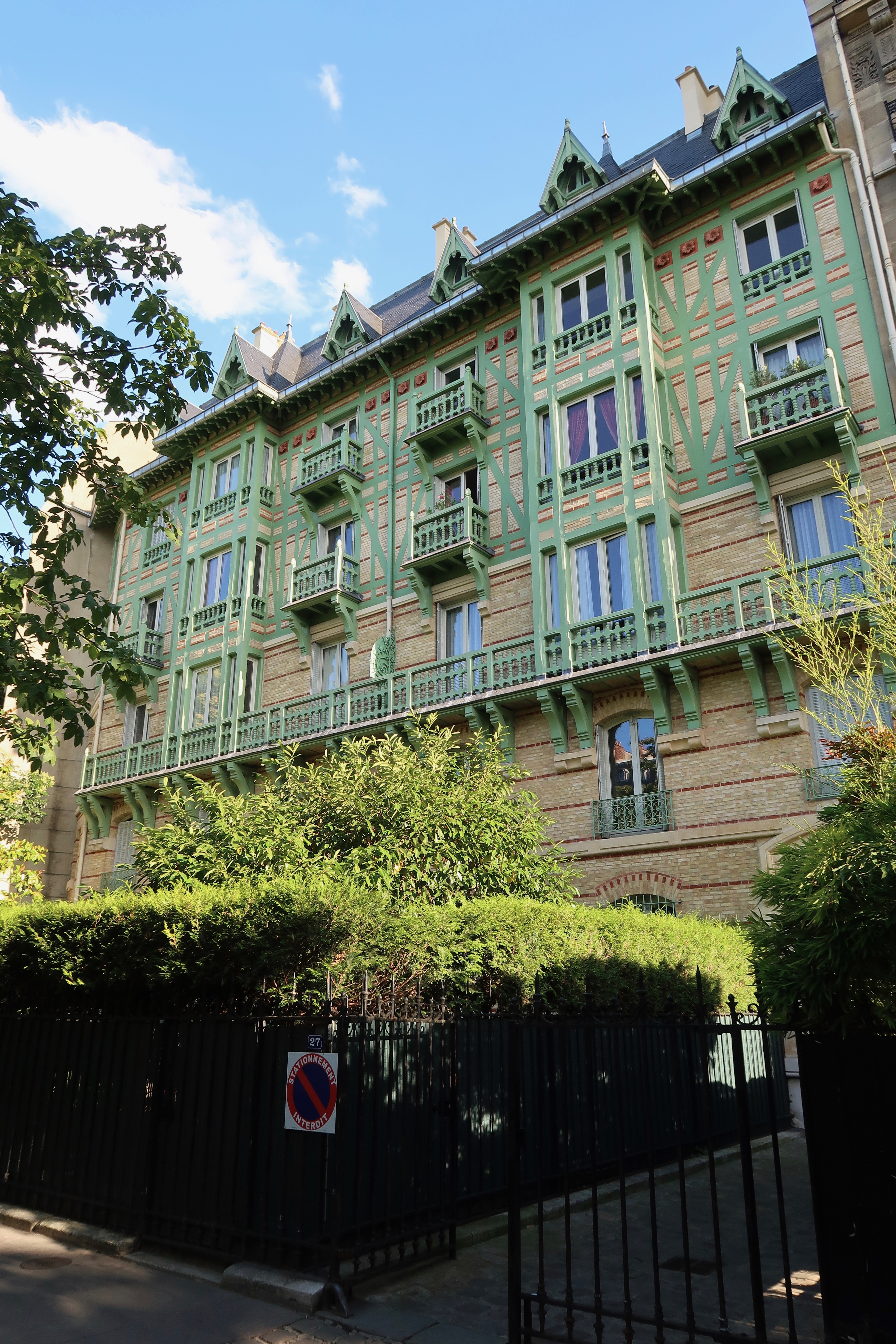
No 27.
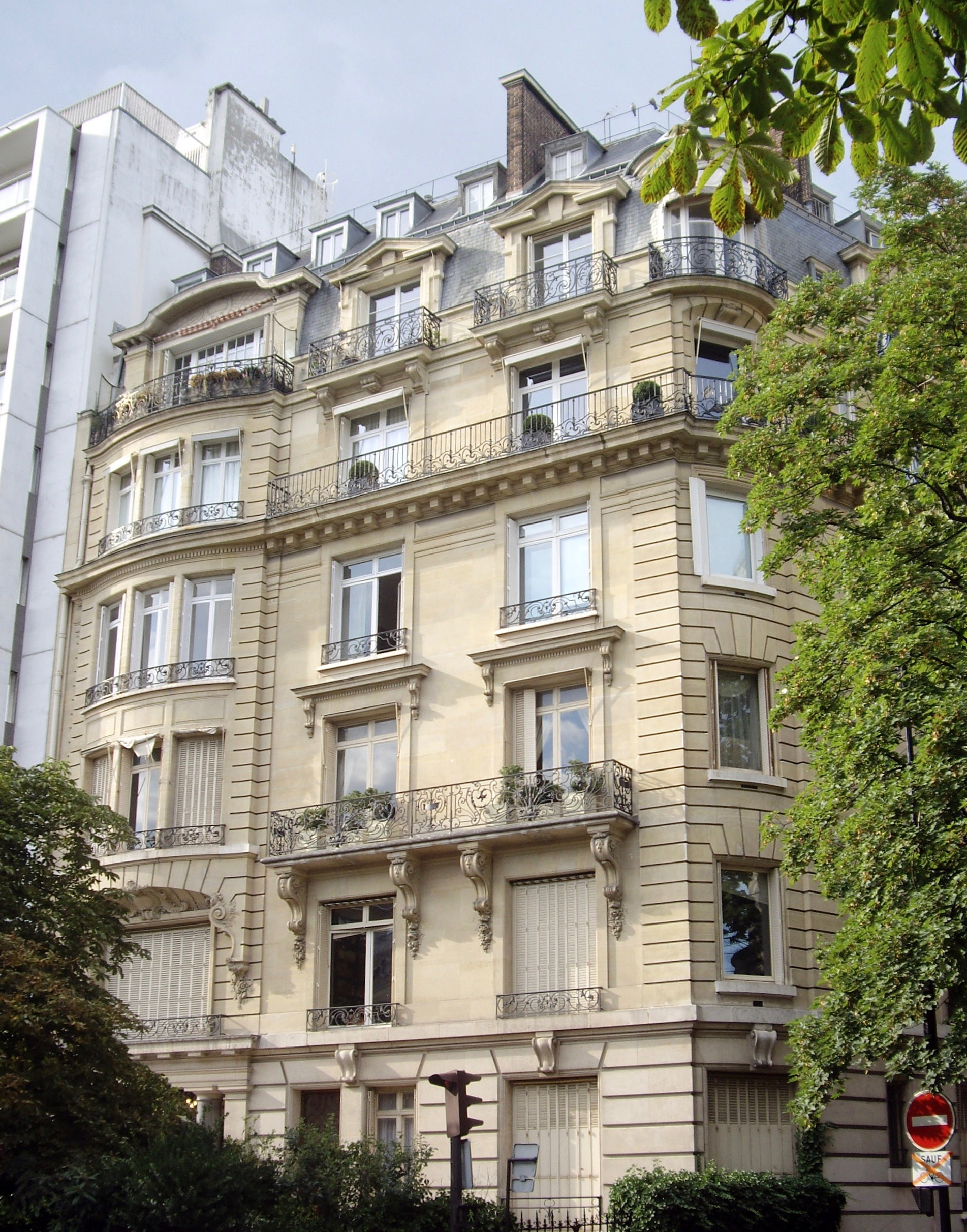
No 36.
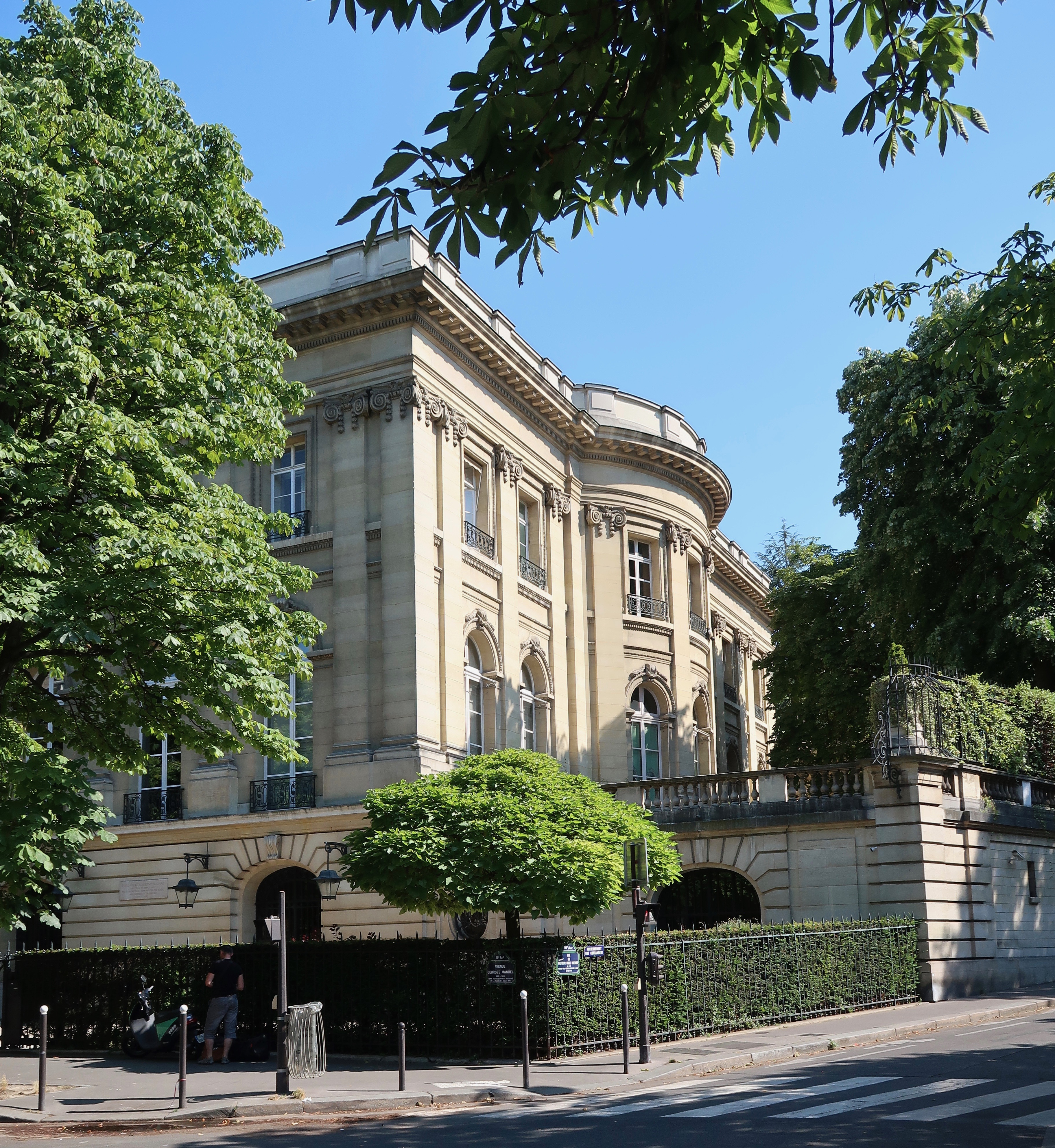
No 43.
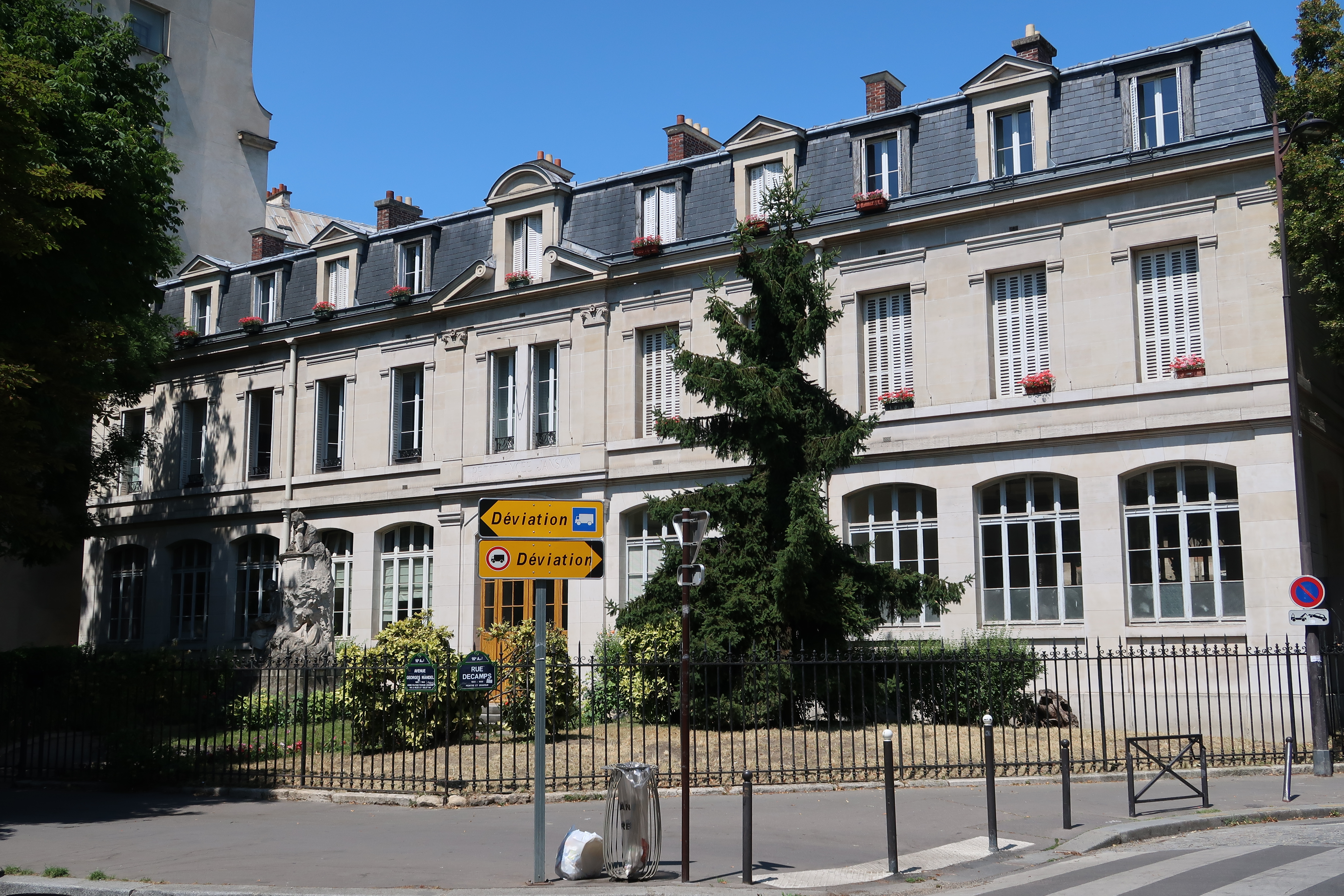
No 46.
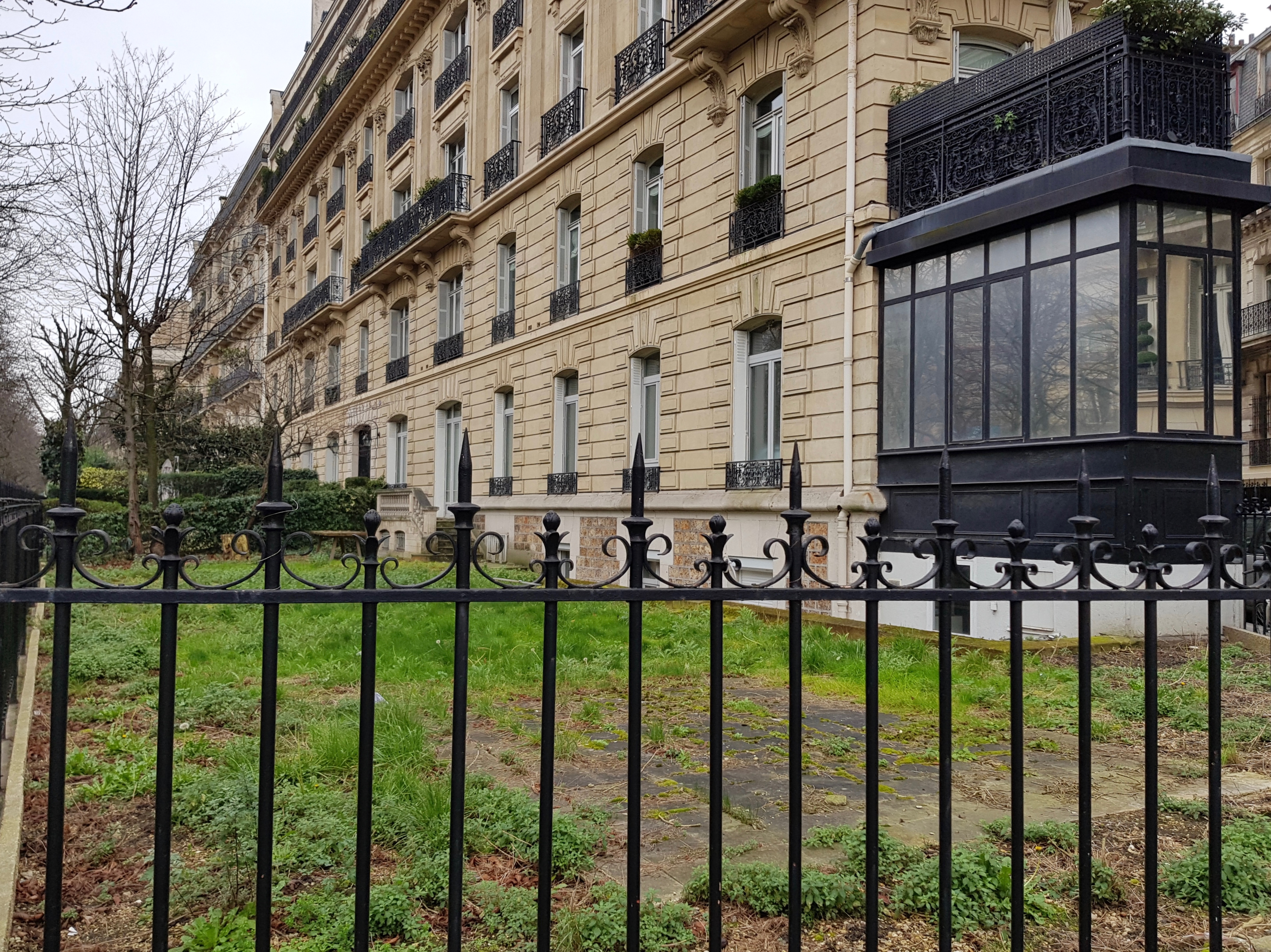
No 51.
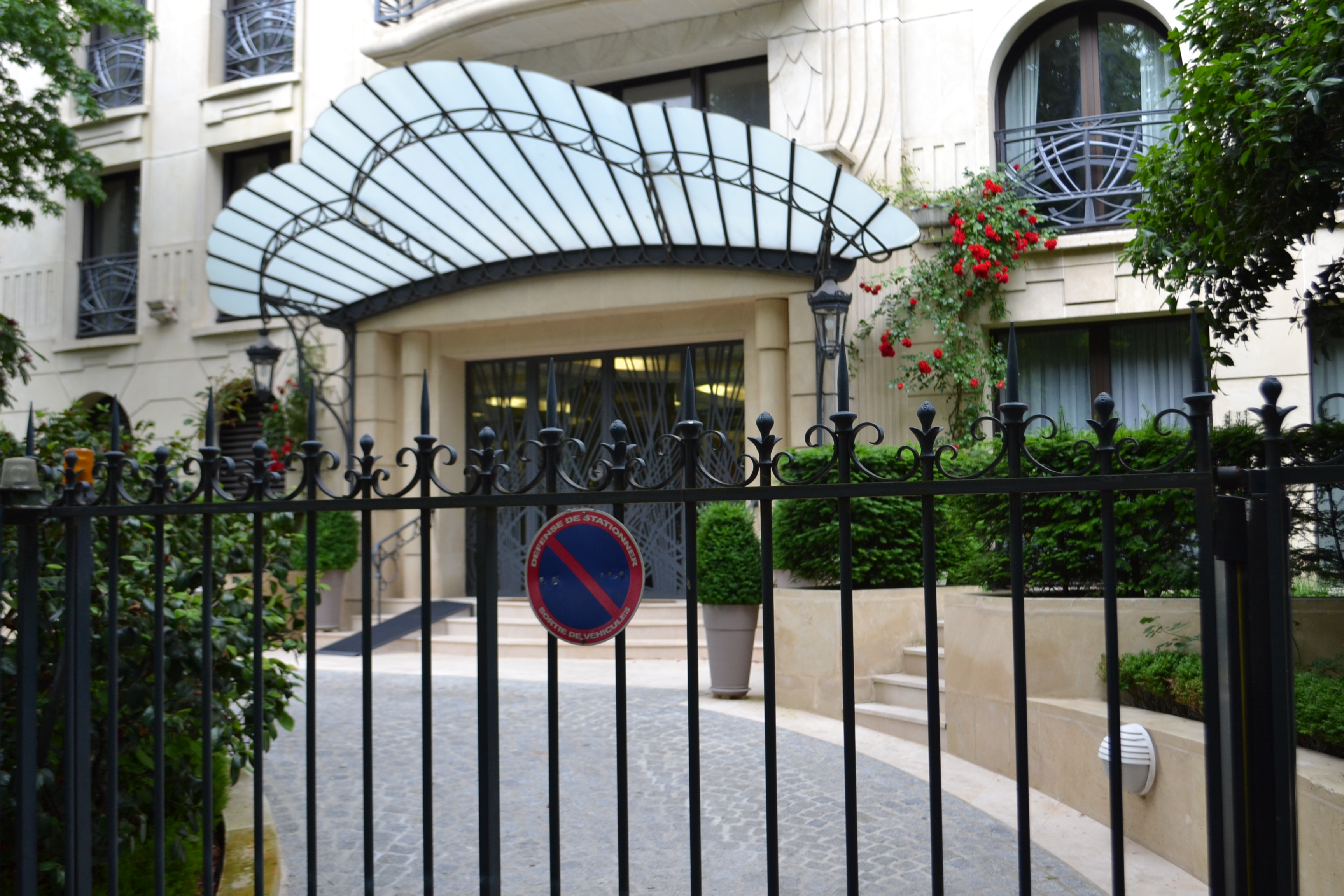
Entrée du no 59.

### Bâtiments démolis
- No 42 bis (et 27, rue Decamps) : hôtel de Gramont, construit en 1910 par l'architecte Maugue pour le duc Armand de Gramont, duc de Guiche ; démoli en 1969[34].

## Dans la culture populaire
- L'avenue a servi de lieu de tournage du film Docteur Françoise Gailland (1976).

- 36, avenue Georges-Mandel est le titre d’un spectacle créé en 2007 par le chorégraphe allemand Raimund Hoghe[35].